# Bandials
Pour les articles homonymes, voir Bandial.
Les Bandials forment une population vivant en Casamance, dans le Sud du Sénégal.

## Ethnonymie
Selon les sources et le contexte, on observe différentes formes : Banjaal, Banjal, Eegima, Eegimaa.

## Population
Ils parlent le bandial, une langue bak.